# Jacek Szczepański (geolog)
Jacek Szczepański – polski geolog, dr hab. nauk o Ziemi, adiunkt Instytutu Nauk Geologicznych Wydziału Nauk o Ziemi i Kształtowania Środowiska Uniwersytetu Wrocławskiego.

## Życiorys
27 maja 1999 obronił pracę doktorską Mikrostrukturalna i petrologiczna charakterystyka warstw z Jeglowej w krystaliniku Wzgórz Strzelińskich, 21 czerwca 2011 habilitował się na podstawie pracy zatytułowanej Proweniencja i ewolucja tektonometamorficzna serii suprakrustalnej w krystalniku Gór Bystrzyckich. Piastuje funkcję adiunkta w Instytucie Nauk Geologicznych na Wydziale Nauk o Ziemi i Kształtowania Środowiska Uniwersytetu Wrocławskiego.
Był członkiem Zespołu Nauk Przyrodniczych oraz Rolniczych, Leśnych i Weterynaryjnych Polskiej Komisji Akredytacyjnej.